# Gonzalo Rodríguez (precursor)
Gonzalo Rodríguez también conocido como Gonzalo Rodríguez de Avendaño (Pasto, ca. 1537 y 1540-ibidem, 1564) fue un  rebelde y capitán mestizo, conocido por ser el edificador de la villa de San Miguel de Agreda de Mocoa en 1563 y por protagonizar una rebelión contra la corona española, la primera de un mestizo en suelo neogranadino, motivo por el cual sería ejecutado en la ciudad de San Juan de Pasto el 24 de mayo de 1564.

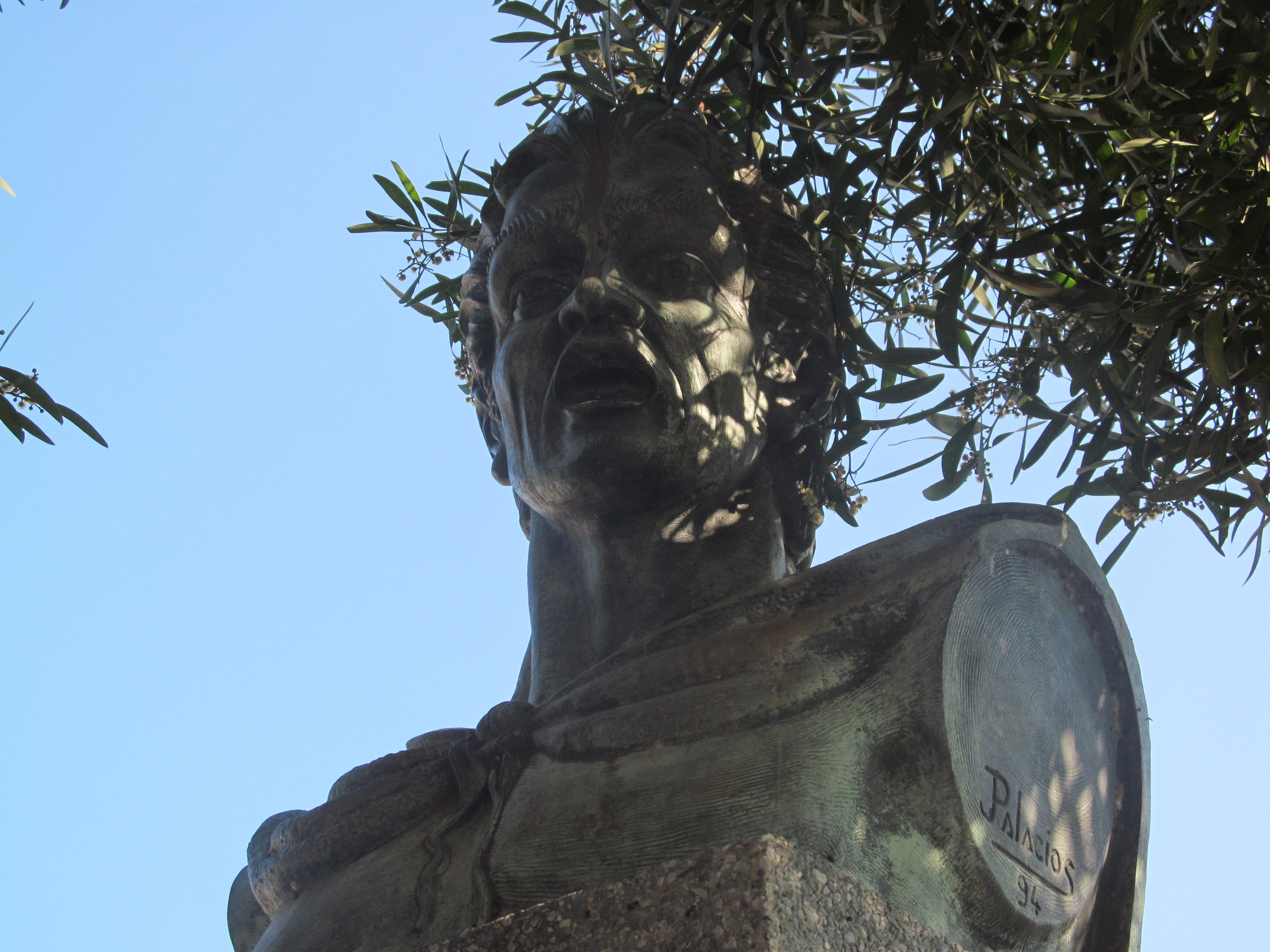
Estatua erigida en honor de Gonzalo Rodríguez, situada en el Parque de San Andrés, Pasto. (Obra de Jorge Isaac Palacios)

## Biografía
Probablemente nacido en los primeros años de existencia de la villa de Pasto, se desconoce hasta la actualidad quienes fueron sus padres y su fecha de nacimiento. De acuerdo al maestro Alberto Quijano Guerrero, Gonzalo Rodríguez puede ser descendiente de las siguientes personas:  
- Cristóbal Rodríguez, escribano que acompañó a Pedro de Puelles al poblamiento de la Villaviciosa de la Concepción en 1537.
- Juan Rodríguez de Aragón morador de la Villa de Pasto.
- Catalina Rodríguez, casada con Franco Campaña, mestizo hijo de una indígena quiteña  de nombre Leonor y de Francisco Talavera, conquistador.
- Juan Rodríguez López, encomendero de Canchala y Pacual.
- Juan Rodríguez Armero, encomendero de Ciquitán, Guapuscal y Funes.
- Francisco Rodríguez de Villafuerte, acompañante del Virrey Antonio de Mendoza.
- Sebastián Rodríguez, poblador de la Villa de San Francisco de Quito.

Si bien no hay certeza de si las anteriores personas guarden parentesco con el mestizo Gonzalo Rodríguez, tampoco se puede descartar dicha filiación. Otro posible candidato a la progenitura del rebelde puede ser el encomendero de Chapal Vicente Rodríguez. Al ser un mestizo es probable que su padre o madre hayan pertenecido a alguna de las etnias de la región, sin embargo no se cuenta con la información necesaria para decir a cuál de todas pudieron pertenecer exactamente. Además de capitán, Gonzalo Rodríguez se desempeñó como boticario y curandero en la ciudad de Pasto y en el Putumayo. Esta faceta de hombre conocedor de remedios puede ser un rasgo distintivo de su herencia indígena:
“…Y, según parece, en los límites de las selvas orientales, se dedicó al suministro de drogas con destino a la población indígena y a los afectados por las dolencias del trópico…” 

### Nombramiento como capitán
En el año de 1562 Pedro de Agreda sustituiría a Luis de Guzmán en el cargo de Gobernador de Popayán.  En marzo de 1563, Agreda se desplazaría a Pasto con la intención de avecindarse en la ciudad y de presentar su nombramiento al cabildo de la misma. Durante su estadía visitaría a los presos de la cárcel y asistiría a varias sesiones del cabildo. En su visita a Pasto el gobernador, quien era conocido por su afición a los naipes y otros juegos de azar, entablaría una partida con el mestizo Gonzalo Rodríguez apostando 800 pesos de oro. Rodríguez ganaría la apuesta y Agreda con la clara intención de no pagar su deuda, nombraría al mestizo capitán de una tropa de soldados y le encomendaría la edificación y poblamiento del pueblo de Mocoa, cuya fundación se llevaría a cabo el mismo año de 1563.

“…A este Gonzalo Rodríguez hizo don Pedro capitán de un pueblo que pobló de Agreda y lo envió allí después de [que] el Gonzalo Rodríguez haberlo ganado a don Pedro ochocientos pesos. Dicen, por no se los pagar. Todo se procurará averiguar. El jugar, de ordinario con él es notorio él no lo pagar, se dice. No he visto quien dijese que lo sabe, aunque sí de oídas…” (Carta del fiscal García de Valverde a Andrés Venero de Leyva, 1564)

Documentos posteriores al ajusticiamiento de Gonzalo Rodríguez respaldan al mestizo como el poblador y edificador del  pueblo de Agreda de Mocoa y nos dan cuenta además de su faceta como hombre de armas y colonizador, dichos documentos corresponden al proceso judicial adelantado contra Pedro de Agreda, que conllevaría a su destitución del cargo de gobernador.

“…Otros i en quanto al diez y siete y diez y nueve cargos que sobre la comisión que dio el dicho don Pedro de Agreda a Gonçalo Rrodríguez para ir a ratificar el pueblo de Agreda persona (¿reasa?) ynqueta y sin darle instrucción de su majestad lo qual resulto malos tratamientos de los indios de aquella población…”  
“…Otros i en quanto al veinte y un cargo sobre los (¿hurtos?) que hicieron los soldados de Gonçalo Rrodríguez yendo a la reedificación del pueblo de Agreda…”  
“…Otros i en quanto al quarenta y tres cargos en quel dicho juez le condeno en veinte pesos sobre haber encomendado en el pueblo nuevo de Agreda Yndios a sus criados sin tener meritos…”  
“…Otros i en quanto al quarenta y nueve cargo en quel dicho juez le condeno en veinte pesos aplicados en cierta forma por haber escripto a Gonçalo Rrodríguez que rredifico el pueblo de Agreda que apuntase indios a don Diego de Agreda su hermano…”     

“…Otros i en quanto al cincuenta y quatro quel dicho juez remitio a este Real consejo sobre quel dicho don Pedro encomendó a los Yndios del pueblo nuevo de Agreda luego que se reedifico contra lo mandado por su majestad…” (Orden de Notificación de Sentencia contra Pedro de Agreda, 1569)

Gonzalo Rodríguez no solamente se desempeñaría como poblador o edificador de Mocoa, sino que también sería el responsable de iniciar la extracción aurífera en la región del piedemonte del Putumayo y de reactivar la minería de aluvión en el Caquetá, la cual había sido implantada años atrás por Francisco de Belalcázar, pero que ante la reticencia de los nativos no dio los frutos que esperaba.

### Rebelión contra la corona
No son del todo claros los motivos del alzamiento del mestizo, se ha catalogado su alzamiento como de corte neopizarrista  y se le ha adjudicado la connotación de independentista. El relato de su rebelión ha llegado hasta nuestros días de la mano del cronista Toribio de Ortiguera, autor de la Jornada del Marañón,  una de las principales fuentes en torno al alzamiento que protagonizaría Lope de Aguirre contra la monarquía española.

“…en la ciudad de Pasto, en la gobernación de Popayán, que es la más cercana a Quito, en el Pirú, estaba un Gonzalo Rodríguez, el cual con otros de aquella ciudad se carteaban con otras personas de Quito por cifras y enigmas de grandes sospechas, poniendo puercos por soldados, cebada por pólvora, y otras cosas semejantes, por lo cual se fulminó proceso contra Gonzalo Rodríguez, y aunque así mismo tenía correspondencia con otras partes de la ciudad de Cali, que es la mesma gobernación de Popayán, (…) Por los muchos indicios que contra Gonzalo Rodríguez hubo se le dieron muy grandes y terribles tormentos, y nunca quiso condenar á nadie y así lo pagó él solo cortándole la cabeza, puniéndola en el rollo de la dicha ciudad de Pasto, donde está hoy en testimonio de su liviandad, y estará hasta que Dios quiera y la antigüedad y tiempo la consuman…” 
Las afirmaciones de Ortiguera son ratificadas por las cartas de cabildo que dan cuenta del proceso judicial llevado en contra de Gonzalo Rodríguez, encabezado por los capitanes Hernando de Cepeda, Hernando de Ahumada, Luis Pérez de Leiva y Toribio Nieto, estos dos últimos alcaldes de Pasto en aquel entonces. Junto a Rodríguez fueron ajusticiados además al menos tres soldados de su tropa, todos ellos recibirían tormento antes de ser procesados y sentenciados. Al parecer Rodríguez había planeado con bastante antelación su alzamiento, logrando entablar comunicación con personas de Quito y Cali, sirviéndose de estratagemas para ocultar su acometido. Por medio de cartas cifradas como anota Ortiguera, el mestizo planeaba gestar un levantamiento en grande que se centraría en tomar las principales ciudades y pueblos de la gobernación de Popayán. 

“… Del mismo origen e por la misma causa entiendo que nacio (¿otro?) camino luego que llegue a Pasto a ver el que tengo (¿dicho?) Fue que vinieron cartas del cabildo de Timana y La Plata que son pueblos que están a cien leguas de Pasto diciendo que un pueblo que poblo Gonzalo Rodríguez que se llama Agreda se levantaron los soldados del e mataron a Camacho Justicia Mayor y a otros soldados que eran de su (¿?) E los demás del pueblo levantados contra el (¿servicio?) de v.m. lo quemaron e y van sobre Timana, Plata, e Neiva, e pedían socorro por (¿oras?) dando por autor desto a indios e que era cosa cierta luego vi las cartas e despachos que me llegaron entendí por indicios que hera maldad de los españoles…” 
El acto con el que al parecer estallaría la rebelión sería el alzamiento de los soldados de Rodríguez acantonados en Mocoa, quienes asesinarían al justicia mayor e incendiarían posteriormente el pueblo, con la intención de atacar después las ciudades de Popayán, La Plata, Timaná y Neiva. A pesar de esto, la noticia del alzamiento llegaría rápidamente al cabildo de Cali, desde donde se mandaría una compañía de soldados al mando del capitán Rodrigo Díaz de Fuenmayor para hacer frente al mestizo.

“… Días después, llegada a Cali la noticia de la rebelión en Pasto de Gonzalo Rodríguez de Avendaño, „que venía en deservicio de Su Majestad en demanda de La Plata, Timaná e Popayán para las tomar con copia de gente‟, Díez de Fuenmayor fue a Popayán, al socorro de las huestes reales, bajo el mando del capitán Antonio Redondo, „teniente general que a la sazón era‟, „en donde estuvo hasta que se tuvo nueva de como se había hecho justicia del dicho tirano en la ciudad de Pasto‟
Ante el movimiento de tropas por parte de los españoles leales a la corona, Rodríguez se desplaza de forma secreta a la ciudad de Pasto, quizás con la intención de aguardar y recibir la pólvora y los soldados pedidos a sus contactos en Quito. El mestizo cambiaría su nombre al de Gonzalo Ríos para evitar ser descubierto por las autoridades, sin embargo sería delatado por un herrero de apellido Muñoz, lo que conllevaría a la rápida acción del cabildo de Pasto que apresaría a Rodríguez y muchos de sus compañeros de armas, leales a su persona. 

“…Yo llegué a esta ciudad martes antes de Pascua, y el segundo día de Pascua fuimos avisados por un Muñoz, herrador, como Gonzalo Rodríguez se quería levantar y que aguardaba a un Pablos que venía con diez hombres de Quito por mandado de Francisco de Olmos, que es el que dicen que se quiere alzar. Y sabido esto, como hombre que siempre ha servido a Su Majestad, me rogaron la justicia que en todo diese orden con ellos. Yo lo hice y tomé doce de a caballo y fui a los Pastos en un día y como no hallé al Pablos puse recaudo y volví a esta ciudad y dimos tormento a Gonzalo Rodríguez y a otros dos. Confesó el delito y condenó al Francisco de Olmos y al Pablos y a otros siete u ocho. Y entre ellos se prendió a un hombre Farías, y yo le saqué de La Merced. Dicen que el Farías tenía mala intención. Hacerse ha justicia de Gonzalo Rodríguez de aquí a dos días. Despachado tenemos a Quito y a vuestra merced enviarán la relación de todo. No hay condenado en Popayán ni por allá, sino a un Vides, que creo está por allá. Vuestra merced lo mande a prender hasta que vaya la culpa que contra él resulta (…) De Pasto, a veinticuatro de mayo. Ilustre señor, besa las manos de vuestra merced, su servidor, Hernando de Cepeda…”

### Ejecución
Llegado el día de la sentencia, Rodríguez es conducido al patíbulo para ser ejecutado. Según la tradición local, el mestizo fue descuartizado con caballos, su cabeza expuesta en la plaza mayor de la ciudad y sus miembros fueron repartidos en los caminos que llevaban a Pasto. De acuerdo a Alberto Quijano Guerrero, principal biógrafo de Rodríguez, debido a su rango de capitán lo más probable es que el mestizo haya sido decapitado y posteriormente hecho cuartos. El lugar de la ejecución fue la plaza mayor de la ciudad, conocida actualmente como Rumipamba, Ingapamba o Parque de San Andrés. Posterior a la ejecución, los bienes de Rodríguez fueron confiscados, su casa fue derruida y sus terrenos fueron sembrados con sal. Junto al mestizo fueron ejecutados otros tres soldados que participaron en el alzamiento, mientras que el resto de sus compañeros lograron escapar de las autoridades y otros tantos fueron capturados pero al parecer no fueron condenados a muerte. 

“…Por otra que escribí a vuestra merced en suma, avisándole de la liga que se hacía en esta ciudad por Gonzalo Rodríguez y otros, y ahora haciendo saber a vuestra merced cómo por hallar que el dicho Gonzalo Rodríguez, que cierto hacía la dicha liga y era capitán de ella y estaba aliado para que se alzase en Quito un Francisco de Olmos y otros; y del dicho Rodríguez ayer, que se contaron veinticuatro del presente, hicimos hacer justicia y se ejecutó y se hizo cuartos, y la cabeza se puso en el rollo y los cuartos por los caminos. Tenemos presos otros tres soldados que eran en la dicha liga y proseguimos contra ellos y breve se hará justicia. Y un vecino con ocho hombres hemos enviado a los Pastos a prender a otros culpados y poner en guarda los caminos (…) entre los soldados que hemos enviado a prender, es un Robledo del Marañón de los más culpados (…) Y aunque tenemos tomado los caminos y puentes y dado aviso al teniente de Almaguer, podría ser escaparse alguno y fuese por allá. Porque un Palomino que es bien culpado en el caso, en el camino de Funes las guardas le corrieron y era de noche y dejó el caballo y se escapó a pie por un monte (…) De Pasto, jueves y de mayo veinticinco del mil y quinientos y sesenta y cuatro años. Ilustre señor, besamos las manos de vuestra merced, sus servidores: Luis Pérez de Leiva, Toribio Nieto. Por mandado de los señores alcaldes, Alonso Muriel Toscano…” 

Poco después de ocurridas las ejecuciones en Pasto, el gobernador Pedro de Agreda sería reemplazado en su cargo por García de Valverde, quien además sería designado por la Audiencia de Santa Fe para investigar el proceso judicial en contra de Rodríguez y adelantar el juicio de Residencia contra Pedro de Agreda cuyas investigaciones se habían iniciado en 1563, debido a las malas prácticas de Agreda, entre estas la venta y encomendamiento de indios de manera ilegítima, en lo que al parecer estuvo envuelto Gonzalo Rodríguez cuando realizó el poblamiento de Mocoa. 

## Legado
Gonzalo Rodríguez es uno de los personajes más importantes de la historia de Pasto, su levantamiento sucedió en un contexto turbulento, donde los conflictos estaban a flor de piel y en un territorio donde anteriormente se habían alzado otros rebeldes como Álvaro de Oyón. La importancia del alzamiento de Rodríguez radica en el hecho de ser el primer mestizo en protagonizar unos hechos de rebeldía en el continente americano. Por este motivo ha pasado a la historia con los sobrenombres de protomártir de la libertad y precursor de precursores. Por otra parte corresponde a un símbolo de la ciudad y su carácter guerrero, un arquetipo de pastusidad comparable a la figura de Agustín Agualongo, pero construido desde la rebeldía hacia la opresión de la dominación hispánica y no desde la lealtad a la corona. 